# Stilobezzia williamsi
Stilobezzia williamsi är en tvåvingeart som beskrevs av Cazorla 2005. Stilobezzia williamsi ingår i släktet Stilobezzia och familjen svidknott.
Artens utbredningsområde är Peru. Inga underarter finns listade i Catalogue of Life.